# Новоромановский архив
Новоромановский архив — комплекс документов, хранящийся в Государственном архиве Российской Федерации (ГА РФ), в который вошли дневники и переписка Николая II и его семьи, а также документы из царских и великокняжеских дворцов.

## Создание
В марте 1917 г. наиболее значительная часть документов, принадлежавших дому Романовых, была национализирована по распоряжению Временного правительства. В основном это касалось бумаг, находившихся в бывших царских дворцах (в том числе и Царскосельском, в котором располагалась канцелярия Николая II). При вывозе царской семьи в Тобольск (август 1917) им было разрешено оставить при себе только некоторые личные бумаги: дневники и переписку царской четы, а также документы детей и фотографии. Вследствие этого архив последних русских царей временно был разделен: часть личных документов осталась у Романовых, а остальные, в том числе и официальные, перешли в государственное хранение. Есть предположение, что после этого документы, остававшиеся у Романовых, опять были разделены: при переезде из Тобольска в Екатеринбург (апрель 1918 г.) большую их часть вернули в Москву, так как из дневников царской четы видно, что в поездку они отправились с незначительным багажом.
После убийства царской семьи Президиумом ВЦИК было принято решение о публикации данных о собранных документах Романовых. Для его реализации Я. М. Свердлову было поручено организовать «особую комиссию» для тщательного анализа имеющихся материалов. Основную часть этих работ возложили на созданную через неделю после заседания ВЦИК Социалистическую академию общественных наук, возглавляемую М. Н. Покровским. Несколько позже директором архива назначается В. В. Адоратский.

## Происхождение названия
Есть версия, что своим названием архив обязан именно М. Н. Покровскому, который летом 1918 г. писал жене, что переехал в
Кремль, где «под боком самое интересное мое занятие: новый Романовский архив…». Вместе с тем окончательное название «Новоромановский архив» устоялось не сразу: одно время оно варьировалось и как «Ново-Романовский» (удостоверение Адоратского), и просто как «Романовский» (в личном деле Адоратского).

## Размещение архива
Первоначально архив находился, как уже упоминалось в письме Покровского, в Кремле, а точнее в Кавалерском корпусе (сначала в 6-й, а потом в 7-й комнатах).
В феврале 1919 г. все материалы перемещают в здание архива Министерства иностранных дел, объединяя их с привезёнными из Петрограда документами Секретного архива бывшего министра иностранных дел. С этого момента Новоромановский архив официально является частью 3-го московского отделения I секции ЕГАФ Главного управления архивным делом.

## Состав
В соответствии с отчётом Центрархива РСФСР за 1918—1925 гг., Новоромановский «архив содержит личные документы Николая II, его ученические работы и тетради, переписку с русскими и иностранными родственниками за 1879—1917 гг., письма к Николаю от разных лиц (Пржевальского, Свен Хедина, К. П. Победоносцева и др.), дневники Николая II с 1882 по 1918 г. в 52 тетрадях с ежедневными записями, где имеются и наклеенные семейные фотографии Николая II, донесения Верховного главнокомандующего 1914—1918 гг. и приказы по Преображенскому полку за 1914—1915 гг.»
В дальнейшем содержание Новоромановского архива было несколько расширено, и в него были включены документы дома Романовых со второй половины XIX века.